# Cailleux (Mondkrater)
Cailleux ist ein Einschlagkrater auf der Mondrückseite.
Der Krater Cailleux liegt im Süden der erdabgewandten Seite, am südwestlichen äußeren Rand des viel größeren Kraters Poincaré, östlich von Prandtl, nordwestlich von Lyman.
Die Entstehungszeit des Kraters wird der nektarischen Periode zugerechnet.
Der zunächst als Nebenkrater R von Poincaré benannte Krater wurde 1997 von der Internationalen Astronomischen Union offiziell nach dem französischen Geologen André Cailleux umbenannt.